# 티에비 비푸마
티에비 개방 비푸마 쿨로사(프랑스어: Thievy Guivane Bifouma Koulossa, 1992년 5월 13일 ~ )는 프랑스 출생의 콩고 공화국의 축구 선수로 현재 이란 페르시안 걸프 프로리그의 에스테글랄 쿠제스탄에서 활약 중이며 콩고 공화국 대표팀 역대 국제 A매치 최다 득점자이다.

## 선수 경력

### 클럽
2010년 당시 스페인 테르세라 디비시온 소속팀인 RCD 에스파뇰 B팀 입단을 통해 프로에 입문한 후 6경기에서 3골을 기록했고 2010-11 시즌 중반 1군에 콜업되어 2010-11 시즌 리그 2경기를 소화했다.
이후 2011-12 시즌 리그 19경기와 컵대회 4경기를 소화했고 2012-13 시즌에는 세군다 디비시온의 UD 라스팔마스로 임대 이적하여 44경기 13골을 터뜨리며 팀의 승강 플레이오프 진출에 기여한 뒤 2013-14 시즌을 앞두고 에스파뇰로 복귀하여 리그와 컵대회를 통틀어 14경기 3골을 기록했다.
그리고 2013-14 시즌 중반 잉글랜드 프리미어리그의 웨스트브로미치 앨비언으로 2번째 임대 이적을 떠나 6경기 2골을 기록했고 그 후 2014-15 시즌을 앞두고 스페인 라리가의 UD 알메리아로 3번째 임대 이적하여 29경기 4골을 기록했으며 2015-16 시즌에는 그라나다 CF의 임대 선수로 활동하며 8경기를 소화했다가 프랑스 리그앙의 스타드 드 랭스로 또 다시 임대 이적하여 14경기 4골을 기록한 뒤 2016-17 시즌을 앞두고 SC 바스티아로 완전 이적하여 15경기 2골을 기록했다.
그리고 2016-17 시즌 중반에 튀르키예 쉬페르리그의 앙카라스포르로 이적하여 2017-18 시즌 중반까지 22경기를 소화하며 2016-17년 UEFA 유로파리그 32강 진출을 이끈 뒤 2017-18 시즌 중반쯤 시바스스포르로 이적하여 28경기 6골을 집중시키며 리그 7위의 성적을 이끌어냈으며 2017-18 시즌 종료 후 MKE 앙카라귀쥐로 이적하여 13경기를 소화하다가 예니 말라티아스포르로 이적 후에는 2019-20 시즌까지 41경기 8골을 터뜨리는 맹활약을 펼쳤다.
이후 튀르키예 생활을 청산하고 중국 슈퍼리그 소속팀인 선전 FC의 유니폼으로 갈아입으며 데뷔 후 처음으로 아시아 리그에 진출하여 2020 시즌 리그 9경기를 비롯해 10경기를 소화한 뒤 2020 시즌 종료 후 중국 갑급리그의 헤이룽장 훠샨밍취안으로 임대 이적했다.
그 후 2021-22 시즌부터 2023-24 시즌까지 튀르케예 TFF 1. 리그의 부르사스포르, 그리스 수페르리가 엘라다의 OFI 크레타와 AE 키피시아에서 52경기를 소화한 후 2024-25 시즌을 앞두고 이란 페르시안 걸프 프로리그의 에스테글랄 쿠제스탄으로 이적했다.

### 국가대표팀
2011년부터 2013년까지 프랑스 청소년 대표팀에서 4경기에 출전했고 이후 2014년 8월 2일 콩고 공화국 성인대표팀 소속으로 르완다와의 2015년 아프리카 네이션스컵 3차 예선 2차전에서 국제 A매치 데뷔전을 치렀으며 팀은 이 경기에서 승부차기까지 가는 혈전 끝에 패했음에도 상대팀인 르완다가 부적격 선수를 출전시킨 사실이 밝혀지면서 어부지리로 최종 예선 진출 티켓을 확보했다.
그리고 같은 해 9월 6일 강호 나이지리아와의 최종 예선 첫 경기에서 A매치 데뷔골을 멀티골로 장식하며 콩고 공화국의 15년만의 아프리카 네이션스컵 통산 7번째 본선 진출에 일조했고 본선에서도 3골로 콩고 민주 공화국의 디외메르시 음보카니, 튀니지의 아흐메드 아카치, 적도 기니의 하비에르 발보아, 가나의 앙드레 아유와 공동 득점왕에 오르며 팀의 23년만의 8강 진출을 이끌어냈으며 이후 현재까지 A매치 통산 33경기 15골로 콩고 대표팀 A매치 최다 득점을 기록하고 있다.

## 수상

### 개인
- 아프리카 네이션스컵 득점왕 : 2015 (3골/디외메르시 음보카니, 아흐메드 아카치, 앙드레 아유, 하비에르 발보아와 공동 수상)